# スティーブン・サルヤーズ
スティーブン・L・サルヤーズ(Stephen L. Salyards)は、アメリカの天文学者、地震学者。
カリフォルニア大学ロサンゼルス校を卒業後、1989年にカリフォルニア工科大学で地震学の博士号を取得した。小惑星センターによると、1983年1月10日に、小惑星(4930)レフィルティムを発見している。